# Fougamou flygplats
Fougamou flygplats var en flygplats vid orten Fougamou i Gabon, som stängdes 2016. Den låg i provinsen Ngounié, i den centrala delen av landet, 230 km sydost om huvudstaden Libreville. Fougamou flygplats låg 80 meter över havet. IATA-koden var FOU och ICAO-koden FOGF.